# 尼尼微 (紐約州)
尼尼微（英語：Nineveh）是位於美國紐約州布魯姆縣的非建制地區。

## 歷史
尼尼微的郵局自1833年營運至今。

## 地理
尼尼微所處的海拔為高於海平面293米（即961英呎），而該地所採用的時區為UTC-5，即北美东部时区（EST）。同時該地設有夏令時間，為UTC-5調快一小時，即UTC-4（EDT）。